# 1947
- Wikisource

| Calendário gregoriano                                                        | 1947 MCMXLVII                       |
| Ab urbe condita                                                              | 2700                                |
| Calendário arménio                                                           | 1396 – 1397                         |
| Calendário bahá'í                                                            | 103 – 104                           |
| Calendário budista                                                           | 2491                                |
| Calendário chinês                                                            | 4643 – 4644 Início a 22 de janeiro  |
| Calendário copta                                                             | 1663 – 1664                         |
| Calendário etíope                                                            | 1939 – 1940                         |
| Calendários hindus - Vikram Samvat - Calendário nacional indiano - Cáli Iuga | 2002 – 2003 1868 – 1869 5047 – 5048 |
| Calendário Holoceno                                                          | 11947                               |
| Calendário islâmico                                                          | 1366 – 1367                         |
| Calendário judaico                                                           | 5707 – 5708 Início a 16 de setembro |
| Calendário persa                                                             | 1325 – 1326 Início a 22 de março    |
| Calendário rúnico                                                            | 2197                                |
| Calendário solar tailandês                                                   | 2490                                |

- Wikisource

| Calendário gregoriano                                                        | 1947 MCMXLVII                       |
| Ab urbe condita                                                              | 2700                                |
| Calendário arménio                                                           | 1396 – 1397                         |
| Calendário bahá'í                                                            | 103 – 104                           |
| Calendário budista                                                           | 2491                                |
| Calendário chinês                                                            | 4643 – 4644 Início a 22 de janeiro  |
| Calendário copta                                                             | 1663 – 1664                         |
| Calendário etíope                                                            | 1939 – 1940                         |
| Calendários hindus - Vikram Samvat - Calendário nacional indiano - Cáli Iuga | 2002 – 2003 1868 – 1869 5047 – 5048 |
| Calendário Holoceno                                                          | 11947                               |
| Calendário islâmico                                                          | 1366 – 1367                         |
| Calendário judaico                                                           | 5707 – 5708 Início a 16 de setembro |
| Calendário persa                                                             | 1325 – 1326 Início a 22 de março    |
| Calendário rúnico                                                            | 2197                                |
| Calendário solar tailandês                                                   | 2490                                |

1947 (MCMXLVII, na numeração romana) foi um ano comum do século XX que começou numa quarta-feira, segundo o calendário gregoriano. A sua letra dominical foi E. A terça-feira de Carnaval ocorreu a 18 de fevereiro e o domingo de Páscoa a 6 de abril. Segundo o horóscopo chinês, foi o ano do Porco, começando a 22 de janeiro.

| Evento                                                   | Data            | Hora  |
| -------------------------------------------------------- | --------------- | ----- |
| Aquário                                                  | 20 de janeiro   | 21:32 |
| Peixes                                                   | 19 de fevereiro | 11:52 |
| primavera no hemisfério norte e outono no hemisfério sul |                 |       |
| Carneiro/equinócio                                       | 21 de março     | 11:13 |
| Touro                                                    | 20 de abril     | 22:40 |
| Gémeos                                                   | 21 de maio      | 22:10 |
| verão no hemisfério norte e inverno no hemisfério Sul    |                 |       |
| Caranguejo/solstício                                     | 22 de junho     | 06:19 |
| Leão                                                     | 23 de julho     | 17:15 |
| Virgem                                                   | 24 de agosto    | 00:09 |
| Outono no Hemisfério Norte e Primavera no Hemisfério Sul |                 |       |
| Balança/equinócio                                        | 23 de setembro  | 21:29 |
| Escorpião                                                | 24 de outubro   | 06:26 |
| Sagitário                                                | 23 de novembro  | 03:38 |
| inverno no hemisfério norte e verão no hemisfério sul    |                 |       |
| Capricórnio/solstício                                    | 22 de dezembro  | 16:43 |

| UTC: Portugal Continental, Madeira, Guiné-Bissau e São Tomé e Príncipe Subtrair (-): 1 h nos Açores e Cabo Verde 2 h nas Ilhas oceânicas brasileiras 3 h em Brasília, em Goiás, na Amazônia Oriental Brasileira e no nordeste, sudeste e sul brasileiros 4 h na Amazônia Ocidental Brasileira, Mato Grosso e Mato Grosso do Sul 5 h no Acre e sudoeste do Amazonas Adicionar (+): 1 h em Angola e Guiné Equatorial 2 h em Moçambique 8 h em Macau 9 h em Timor-Leste. |
| Adicionar uma hora durante a vigência do horário de verão: Portugal Continental : De 6 de abril a 5 de outubro de 1947 |

| Ano completo                        |
| ----------------------------------- |
| Ano comum com início à quarta-feira |

| Ano completo                        |
| ----------------------------------- |
| Ano comum com início à quarta-feira |

## Eventos
- Fevereiro - Iniciam-se os trabalhos da Comissão que criará o Estatuto do Petróleo para o Brasil.
- Maio - O Plenário do Tribunal Superior Eleitoral cassa o registro do PCB.[1] Seus parlamentares são cassados no ano seguinte.
- 8 de julho - Incidente em Roswell. Tornando-se o caso mais famoso da ufologia mundial.
- 15 de agosto - Independência da Índia do Reino Unido.
- Outubro - O Presidente Eurico Gaspar Dutra rompe relações diplomáticas com a União Soviética. O ante-projeto do Estatuto do Petróleo é entregue para o Congresso brasileiro.
- 2 de dezembro - Série de naufrágios de traineiras na costa do norte de Portugal causa 152 mortes entre pescadores.[2]
- É fundado o Minneapolis Lakers, atual Los Angeles Lakers da NBA.

## Nascimentos
- 8 de janeiro - David Bowie, cantor, compositor, ator e produtor musical inglês (m. 2016)
- 16 de fevereiro - Veríssimo Correia Seabra, presidente da Guiné-Bissau em 2003 (m. 2004).
- 6 de março - Monsenhor Augusto Alves Ferreira, sacerdote brasileiro.
- 25 de março - Elton John, Pianista, Compositor, Cantor e Produtor musical Britânico
- 31 de março - César Gaviria, Presidente da República da Colômbia de 1990 a 1994 e Secretário-geral da Organização dos Estados Americanos de 1994 a 2004.
- 5 de abril - Gloria Macapagal-Arroyo, presidente das Filipinas de 2001 a 2010
- 27 de abril - Pete Ham, músico e ex-vocalista da banda Badfinger.
- 2 de maio - Nirut Sirijanya, ator e engenheiro tailandês.
- 5 de maio - Malam Bacai Sanhá, presidente da Guiné-Bissau de 1999 a 2000.[3]
- 17 de maio - Jorge do Poeirinha, político brasileiro.
- 5 de junho - Tom Evans, músico e ex-baixista do Badfinger.
- 21 de junho - Joey Molland, músico e guitarrista do Badfinger.
- 2 de julho - Stephen Stucker, ator norte-americano (m. 1986).
- 30 de junho - Coen Sensei, monja zen budista brasileira.
- 19 de julho - Brian May, guitarrista e astrofísico britânico. Integrante da banda de rock Queen.
- 25 de julho - Adolfo Rodríguez Saá, presidente da Argentina em 2001.
- 30 de julho - Arnold Schwarzenegger, ator, empresário, fisioculturista e político austro-americano.
- 6 de setembro - Sylvester James, cantor norte-americano. (m. 1988).
- 21 de setembro - Stephen King , escritor, autor e contista norte-americano.
- 30 de setembro - Marc Bolan, cantor e compositor británico (m. 1977).
- 13 de outubro - Ravel, cantor e compositor brasileiro, integrante da dupla Dom e Ravel (m. 2011)
- 10 de novembro - Bashir Gemayel, presidente do Líbano em 1982 (m. 1982).
- 22 de novembro - Alfredo Cristiani, presidente de El Salvador de 1989 a 1994.
- 26 de novembro - Connie Panzarino, ativista norte-americana (m. 2001).
- 27 de novembro - Ismail Omar Guelleh, presidente do Djibouti desde 1999.
- 13 de dezembro
  - Darlene Cates, atriz norte-americana (m. 2017).
  - Luis Ángel González Macchi, presidente do Paraguai de 1999 a 2003.
- 14 de dezembro - Dilma Rousseff primeira mulher presidente do Brasil entre 2011 e 2016.
- 22 de dezembro - Porfirio Lobo Sosa, presidente das Honduras de 2010 a 2014
- 30 de dezembro - Jeff Lynne, cantor-compositor, e produtor musical inglês.
- 31 de dezembro - Rita Lee, cantora brasileira (m. 2023).

## Mortes
- 19 de janeiro , Fred Figner , o introdutor da gravação fonomecânica no país, criador do primeiro estúdio de gravação de música (Casa Edison), fundador da primeira fábrica de discos (Discos Odeon), emigrante tcheco de origem judaica.
- 3 de Fevereiro - Marc Mitscher, Almirante da Marinha dos Estados Unidos durante a Primeira e Segunda Guerra Mundial (n. 1887).
- 7 de abril - Henry Ford(83 anos), fundador da Ford Motor Company
- 9 de maio - Miguel Abadía Méndez, Presidente da República da Colômbia de 1926 a 1930 (n. 1867).
- 19 de maio - Pedro Perdigão Sampaio, sacerdote e benfeitor brasileiro.
- 28 de dezembro - Vítor Emanuel III da Itália - Rei de Itália de 1900 a 1946, Imperador da Etiópia em 1941 e Rei da Albânia de 1939 a 1943 (n. 1869)

## Por tema
- 1947 na arte
- 1947 no Brasil
- 1947 na ciência
- 1947 no cinema
- 1947 no desporto
- Divisões administrativas em 1947
- 1947 no jornalismo
- 1947 na literatura
- 1947 na música
- 1947 na política
- 1947 na rádio
- 1947 no teatro
- 1947 na televisão

## Prémio Nobel
- Física - Edward Victor Appleton[4]
- Química - Robert Robinson[5]
- Medicina - Carl Ferdinand Cori,[6] Gerty Cori,[6] Bernardo Houssay[6]
- Literatura - André Gide[7]
- Paz - Friends Service Council (Reino Unido), American Friends Service Committee (Estados Unidos)[8]

## Epacta e idade da Lua
| Epacta gregoriana | 8 (VIII) |
| Idade da Lua      | Letra h  |